# Red Bull Juniors
Die Red Bull Juniors waren die zweite Mannschaft des österreichischen Bundesligisten FC Red Bull Salzburg. Die Mannschaft wurde 2012 durch den FC Liefering ersetzt.

## Geschichte
Die Amateure des damals noch SV Austria Salzburg genannten Vereins nahmen 1996 den Platz des ehemaligen Zweitligisten FC Salzburg in der Regionalliga West ein. In der Debütsaison in der dritthöchsten Spielklasse belegten die Salzburger den sechsten Rang. In der Saison 1997/98 belegte man in der Regionalliga erneut den sechsten Rang. Man nahm in jener Spielzeit zudem erstmals am ÖFB-Cup teil, nachdem man in der Vorrunde den PSV Salzburg besiegt hatte. In der ersten Runde scheiterte man aber am Zweitligisten WSG Wattens. In der Spielzeit 1998/99 belegte man in der Westliga den dritten Platz, im Cup unterlag man dem Bundesligisten LASK in der ersten Runde.
In der Saison 1999/2000 wurden die Salzburger Amateure Vierter. In jener Saison erreichte man auch erstmals im Cup das Achtelfinale, nachdem man in der ersten Runde den SK Eintracht Wels besiegt hatte, und man kampflos ins Achtelfinale einzog, nachdem der Zweitrundengegner FCN St. Pölten insolvent gegangen war. Im Achtelfinale war schließlich gegen den Zweitligisten VfB Admira Wacker Mödling Endstation. In der Saison 2000/01 wurde man in der Liga abermals Vierter, im Cup unterlag man jedoch bereits in der ersten Runde dem Zweitligisten SC Untersiebenbrunn. In der Spielzeit 2001/02 wurden die Austria Salzburg Amateure ein drittes Mal Sechster in der Westliga, im Cup scheiterte man wieder in Runde eins, diesmal am Zweitligisten LASK. Die Saison 2002/03 beendete man gleich wie die vorherige: In der Liga wurde man Sechster, im Cup schied man in der ersten Runde gegen einen Zweitligisten aus, diesmal gegen die SV Mattersburg. In der Saison 2003/04 belegte das Team den vierten Rang. Nach einem Jahr Pause nahm man in der Saison 2004/05 wieder am Cup teil und erreichte nach Siegen gegen den FC Zell am See in der ersten und gegen den Zweitligisten Untersiebenbrunn in der zweiten Runde zum zweiten Mal das Achtelfinale, in dem man jedoch dem Bundesligisten SK Rapid Wien unterlag. In der Liga wurden die Salzburger Amateure mit nur einem Punkt Rückstand auf den Meister FC Kufstein Vizemeister und verpassten den Aufstieg in die zweite Liga somit äußerst knapp.
Zur Saison 2005/06 wurde Austria Salzburg von Red Bull übernommen und in Red Bull Salzburg umbenannt. Die Austria Salzburg Amateure wurden daraufhin zu den Red Bull Juniors. In der Saison 2005/06 qualifizierte man sich nach einem 11:0-Sieg gegen den ASVÖ FC Puch für den Cup, in dem man allerdings bereits in der ersten Runde gegen den SK Sturm Graz II scheiterte. In der Westliga wurde man in jener Spielzeit ein zweites Mal in Folge Vizemeister, diesmal aber mit einem Rückstand von elf Punkten auf den Meister FC Lustenau 07. Die Saison 2006/07 sollte die erfolgreichste in der Geschichte der Mannschaft werden: Die Juniors wurden mit einem Vorsprung von 14 Punkten auf den FC Hard Meister der Regionalliga West und stiegen somit erstmals in die zweite Liga auf. Im Cup erreichte das Team nach einem Sieg gegen den Salzburger AK 1914 wieder die Hauptrunde. In der ersten Runde besiegte man die Union St. Florian, in der zweiten Runde den SV Feldkirchen. Im Achtelfinale besiegte man den Zweitligisten LASK, im Viertelfinale den viertklassigen SV Horn. Im Halbfinale verlor man schließlich im Elferschießen gegen den Bundesligisten FK Austria Wien.
In der Debütsaison im Profifußball belegten die Red Bull Juniors den sechsten Tabellenrang. In der Saison 2008/09 wurde man Siebter, im Cup erreichte man nach einem Sieg gegen den FC Hallein 04 die zweite Runde, in der gegen den Regionalligisten SV Würmla Endstation war. In der Saison 2009/10 belegte man in der zweiten Liga den sechsten Platz. Nach der Saison 2009/10 verbot der ÖFB allerdings Zweitmannschaft von Bundesligisten im Profifußball, woraufhin die Red Bull Juniors und der FK Austria Wien II in die Regionalliga zwangsabsteigen mussten. Im ÖFB-Cup erreichte man 2009/10 die zweite Runde.
Wieder im Amateurfußball angekommen, wurden die Red Bull Juniors in der Saison 2010/11 mit neun Punkten Vorsprung auf die WSG Wattens Meister der Westliga, konnte aber logischerweise nicht an der Aufstiegsrelegation teilnehmen. In jener Saison musste man als Regionalligist sich erst wieder in der Vorrunde für den Cup qualifizieren, was mit einem Sieg gegen den SV Hallwang auch gelang. In der ersten Runde musste man sich allerdings dem Ligakonkurrenten FC Höchst geschlagen geben. In der Saison 2011/12 erreichte man als Titelverteidiger in der Regionalliga West den vierten Rang. Im Cup war man als Landes-Cup-Sieger für die Hauptrunde gesetzt und traf in der ersten Runde auf den SC Brunn am Gebirge, den man deutlich besiegte. In der zweiten Runde ging man gegen den Bundesligisten Mattersburg als Sieger hervor, im Achtelfinale traf man auf den Zweitligisten FC Blau-Weiß Linz, den man ebenfalls mit einer Niederlage nach Hause schickte. Im Viertelfinale traf man auf die eigenen Profis, die den Amateure allerdings keine Chance ließen.
Nach der Saison 2011/12 kaufte Red Bull Salzburg den Regionalligisten USK Anif und machte ihn zum Farmteam der Salzburger. Liefering konnte als eigenständiger Verein in den Profifußball aufsteigen, was den Red Bull Juniors nicht möglich war. Die nutzlos gewordene Amateurmannschaft ging formell eine Spielgemeinschaft mit der Neugründung des USK Anif, dem FC Anif, ein, damit Anif der Regionalliga erhalten bleiben konnte.